# 阿什克隆海岸地區議會
阿什克隆海岸地區議會（羅馬化：Mo'atza Azorit Hof Ashkelon）是一個位於以色列南部區的地區議會，其管轄著21個村莊，而辦公總部就設在轄下的公有定居點巴特哈達爾。
阿什克隆海岸地區議會的北邊與東北邊有比爾托維亞地區議會，東邊有拉吉、沙斐和約阿夫三個地區議會，南邊有尼格夫門戶地區議會和加薩走廊，東邊則包圍著城市阿什克隆並靠地中海。阿什克隆海岸地區議會轄區內一共有三個自然保護區，分別是尼察寧姆沙丘自然保護區、蓋瓦爾阿姆自然保護區（שמורת טבע גברעם）和亞姆-希克瑪海洋保護區（שמורת טבע ים-שקמה / Yam-Shikma Nature Reserve）。
在2023年哈瑪斯襲擊以色列中，哈瑪斯武裝分子對阿什克隆海岸地區議會轄下的基布茲齐基姆和莫沙夫內蒂夫哈阿薩拉發動襲擊，造成齊基姆17名平民身亡，和內蒂夫哈阿薩拉至少20人身亡。

## 轄下村莊

### 基布兹
- 蓋瓦爾阿姆（英语：Gvar'am）
- 卡爾米亞（英语：Karmia）
- 尼察寧姆（英语：Nitzanim）
- 亚德莫迪凯
- 齐基姆

### 莫沙夫
- 貝特希克瑪（英语：Beit Shikma）
- 貝雷希亞（英语：Berekhya）
- 蓋阿（英语：Ge'a）
- 黑雷茨（英语：Heletz）
- 霍迪亞（英语：Hodiya）
- 霍哈夫米迦勒（英语：Kokhav Michael）
- 馬先（英语：Mash'en）
- 馬夫奇伊姆（英语：Mavki'im）
- 尼爾以色列（英语：Nir Yisrael）
- 內蒂夫哈阿薩拉
- 塔爾梅亞菲（英语：Talmei Yaffe）

### 公有定居點
- 巴特哈達爾（英语：Bat Hadar）
- 貝爾加尼姆（英语：Be'er Ganim）
- 尼贊（英语：Nitzan）
- 尼贊貝特（英语：Nitzan Bet）

### 青年村
- 西爾弗村（英语：Kfar Silver）

## 外部連結
- 维基共享资源上的相關多媒體資源：阿什克隆海岸地區議會
- 官方網站 （希伯來語）